# Wilfried Stichmann

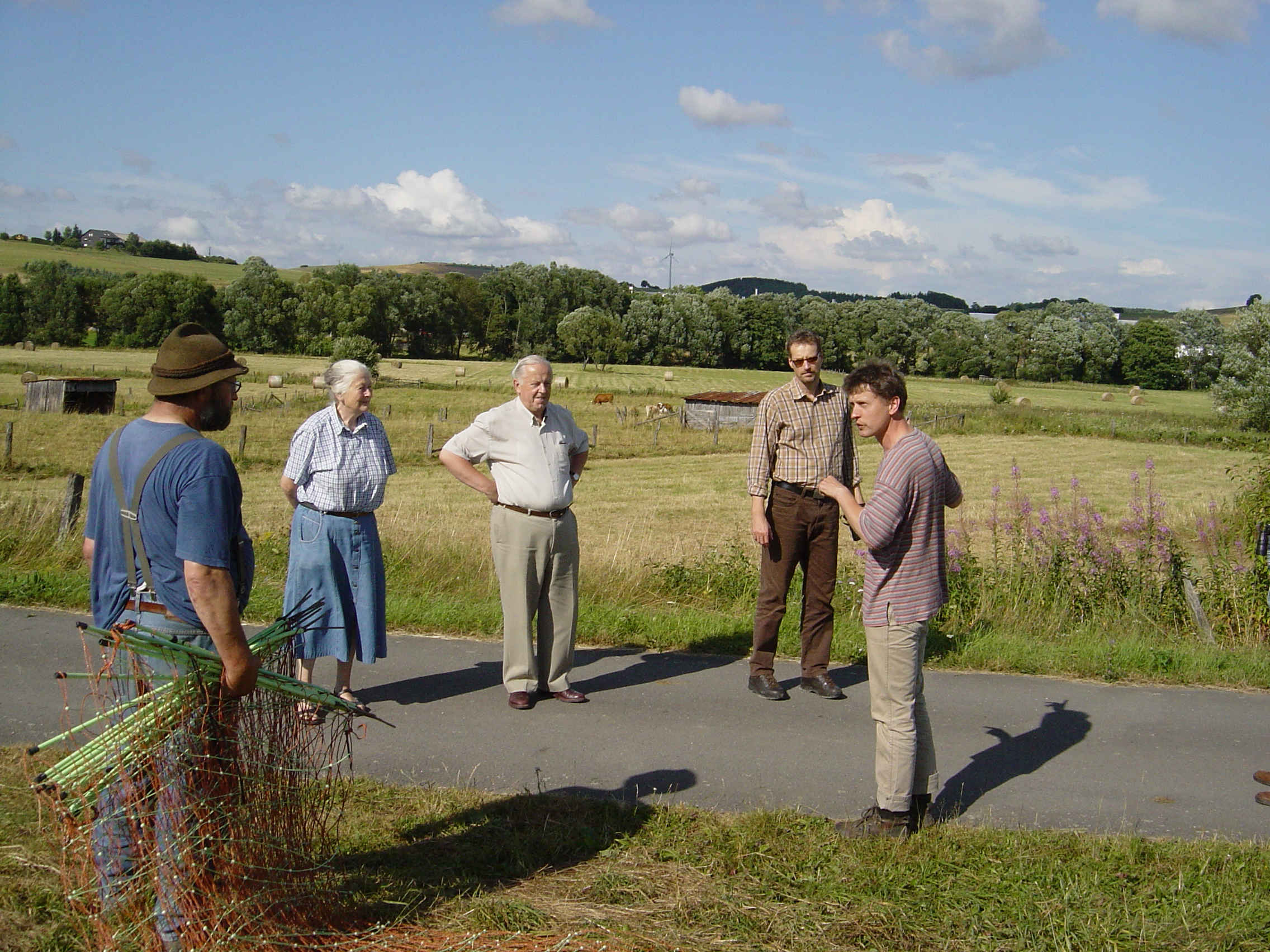
Wilfried Stichmann (dritter von links) mit Ehefrau Ursula Stichmann-Marny 2003 bei Bereisung mit NRW-Stiftung im Naturschutzgebiet Nuhnewiesen

Wilfried Stichmann (* 15. November 1934 in Hamm; † 2. April 2020 in Möhnesee) war ein Professor der Biologiedidaktik an der Technischen Universität Dortmund. Er lebte in Möhnesee. Er wurde vor allem bekannt durch sein vielfältiges ehrenamtliches Engagement nach seiner Emeritierung.

## Leben
Nach dem Abitur legte er mit Unterstützung der Studienstiftung des deutschen Volkes an der Westfälischen Wilhelms-Universität Münster das Erste Staatsexamen ab. Dort lernte er auch seine Frau Ursula Stichmann-Marny († 2015) kennen, mit der er 60 Jahre verheiratet war. Nach dem Zweiten Staatsexamen folgte schon bald die Berufung auf eine Professur an der Universität Dortmund.
Stichmann war seit 1992 Mitglied im Förderverein NRW-Stiftung e. V., dort Mitglied des Stiftungsrates und von 1994 bis 2012 Mitglied im Vorstand der Stiftung.
Er gehörte dem Heimatverein Möhnesee an, dessen Ehrenmitglied er wurde. Mit der von ihm und seiner Frau gegründeten Ursula und Wilfried Stichmann Stiftung unterstützte er den Verein ARCHEMED – Ärzte für Kinder in Not e. V., das Hammer Forum e. V., die Jürgen-Wahn-Stiftung e. V. und den Freundeskreis für das Katholische Forum Dortmund, ausschließlich zur Unterstützung der Pallottiner Mission zur Förderung der Straßenkinder in Howick (Südafrika) durch den Verein Angels Care.
In zahlreichen Publikationen brachte er die heimische Vogel- und Pflanzenwelt der Allgemeinheit nahe.

## Ehrungen
Für seine Verdienste erhielt Stichmann das Bundesverdienstkreuz am Bande und 1997 das Bundesverdienstkreuz 1. Klasse. Er war seit 2007 Träger des Verdienstordens des Landes Nordrhein-Westfalen.

## Werke (Auswahl)
- Natur erleben – Ein Mosaik aus Wissenswertem über Natur und Landschaft in Westfalen, Dezember 2019
- Der Kosmos Tier- und Pflanzenführer: 1200 Arten, 1500 Fotos (Kosmos-Naturführer), Juni 2011
- Wilfried Stichmann, Ursula Stichmann-Marny: Der neue Kosmos-Pflanzenführer. Franckh-Kosmos Verlag, ISBN 3-440-07364-5
- Tiere und Pflanzen, 2006
- W. Stichmann, U. Stichmann-Marney: Der Möhnesee: Ein Wasservogel-Paradies im Wandel der Zeiten. Naturpark Arnsberger Wald und Heimatverein e. V., 2008.